# Tanarthrus quitobaquito
Tanarthrus quitobaquito är en skalbaggsart som beskrevs av Chandler 1975. Tanarthrus quitobaquito ingår i släktet Tanarthrus och familjen kvickbaggar. Inga underarter finns listade i Catalogue of Life.